# Maylin Legañoa
Maylin Legañoa (Cienfuegos, 8 de mayo de 1984) es una periodista, reportera y presentadora de noticias cubano-estadounidense. Ella también ha ejercido ocasionalmente como guionista y directora.

## Carrera
Maylin Legañoa nació el 8 de mayo de 1984 en la ciudad de Cienfuegos. Posteriormente se trasladó a La Habana donde comenzó sus estudios en la Universidad de La Habana en el año 2002 y graduándose en 2007 como licenciada en periodismo y realizando también estudios superiores de maestría en Realización Audiovisual en la  Facultad de Arte de los Medios de Comunicación Audiovisuales, perteneciente al Instituto Superior de Arte (ISA).
Poco después de graduarse, Legañoa comenzó su trabajo en los medios audiovisuales durante el año 2007 en el Canal Habana del Instituto Cubano de Radio y Televisión como reportera de noticias. Posteriormente fue contratada en 2009 como presentadora televisiva en el programa Vitrales transmitido por Cubavisión Internacional y en el que se abordaban temas culturales, manteniéndose como presentadora principal de ese programa durante cinco años.
A inicios de 2014, a Legañoa le fue ofrecido en el canal Cubavisión ser presentadora del programa musical llamado De la Gran Escena, sustituyendo a la antigua presentadora María Victoria Gil. Legañoa realizaba estas funciones mientras que en Canal Habana alternaba con las de guionista y directora del programa Travesía que también presentaba, sobre historia y curiosidades que abordaba en cada entrega de un tema distinto y donde se mezclaba histora con arte. También en Canal Habana trabajó desde 2009 a 2011 como periodista de investigación en el programa Libre Acceso donde por medio de reportajes se exponían problemas sociales. Por ese entonces gracias a su labor periodística ella recibió reconocimientos en la Unión de Periodistas de Cuba.
Luego de trasladarse a los Estados Unidos también comenzó a laborar desde marzo de 2015 hasta septiembre de ese mismo año como reportera y presentadora del noticiero matutino de WJAN América Tevé en Miami, y posteriormente se suma al equipo de Telemundo 51, donde aún permanece. Actualmente Legañoa se desempeña como reportera de noticias para Noticiero Telemundo 51. Como parte del equipo de Noticiero Telemundo 51, Legañoa reporta las noticias de último minuto y de más relevancia para los televidentes en el área de Miami-Fort Lauderdale.

## Vida personal
Legañoa está casada y es madre de dos hijos. En 2020 se convirtió en ciudadana estadounidense, con respecto a este hecho ella expresó: «El 2020 ha sido un año difícil, triste, peligroso… Pero casi en su despedida, me ha regalado el sueño tan anhelado por tantos inmigrantes. Hoy recibí mi naturalización como ciudadana de este gran país».
Ella ha declarado también el hecho de que su labor como reportera local la acerca mucho a la comunidad. «De alguna manera esos televidentes, esos seguidores, son parte ineludible de tu familia, porque tú les estás dando participación compartiendo fotos y videos, y también comentando y hablando con ellos».
Durante la temporada de su embarazo que se mantuvo alejada de la estación de noticias de Telemundo, alegó que no se ha sentido separada del contacto con los televidentes que la siguen en redes sociales o que se encuentran con ella en las calles de Miami, diciendo: «Creo que ese contacto con el televidente es como una droga, es adrenalina, uno la necesita, sobre todo cuando uno ama y disfruta esta profesión».

## Distinciones
- Emmy Awards en la categoría talent reporter daily news (2021)[2]

- Emmy Awards en la categoría Politic/ Government News por la serie “Ni secos ni mojados” (2021)[2]

- Emmy Awards en la categoría Newscast Evening Larger Markets (2021)[2]

- Florida News Awards en la categoría Breaking News/ Individual por “Solo quiero recuperar a mi hijo” (2022)[2]

- Sunshine State Awards 2.º lugar en mejor reportaje especial en TV/radio/video/podcast por “Mi teléfono me escucha”[2]

- Sunshine State Awards 3.er lugar en mejor cobertura de noticias de última hora TV/radio/digital por “Hombre parapetado en Hialeah pone en peligro la vida de niños”[2]